# 微毛忍冬
微毛忍冬（学名：Lonicera cyanocarpa）为忍冬科忍冬属的植物，是中国的特有植物。分布在中国大陆的西藏、四川、云南等地，生长于海拔3,500米至4,300米的地区，一般生于灌丛中、山坡林缘、石灰岩山脊或多石草原上，目前尚未由人工引种栽培。

## 别名
蓝果忍冬（中国高等植物图鉴）

## 异名
- Lonicera cyanocarpa Franch. var. porphyrantha Marq. et Shaw.